# Serrat de Sobirons
El Serrat de Sobirons és una serra situada al municipi de Bellver de Cerdanya, a la comarca de la Baixa Cerdanya, amb una elevació màxima de 1.782 metres.